# From Nashville to You
From Nashville to You è l'ottavo album della cantautrice e ballerina statunitense LaToya Jackson, pubblicato nel 1994.

## Descrizione
Per questo album di country music fu ingaggiato come produttore dall'ex marito e manager della Jackson, Jack Gordon, Tommy Martin. Gordon disse anche che l'album era "molto country, molto alla Garth Brooks".
Le sessioni di registrazione si svolsero tra il 20 e il 27 marzo 1994 ai Creative Recording Studios di Nashville con una band dal vivo e un team di 3 coriste. 
Martin chiamò anche il suo amico Lee Greenwood, cantante country, per collaborare con LaToya. Il risultato fu il duetto What You Don't Say.

## Accoglienza e successo commerciale
Il TimesDaily recensì il disco a luglio 1994 dicendo che "la gente sarà piacevolmente sorpresa quando avrà la possibilità di ascoltare l'album". Definì I've Got to Be Bad, Trash Like You, e Dance Away These Blues Tonight canzoni "rockettare" più adatte alla cantante. Il giornale concludeva dicendo che "Se gli sarà data un'opportunità questo album potrebbe essere un grande successo per la Jackson e per Martin".
Per contro Allmusic definì il disco "noioso, blando e debole". Proseguiva dicendo che la versione di Crazy della Jackson non poteva essere paragonata a quella di Patsy Cline.

## Tracce
1. Fanfare - Intro – 0:45
2. Burnin' Love – 3:15 (Dennis Linde)
3. So in Love with You – 4:18 (Lionel Richie)
4. Georgia Dreamin' – 3:48 (Keith Vincent)
5. I've Got to Be Bad – 3:32 (Rodney Lay Jr)
6. Crazy – 2:54 (Willie Nelson)
7. Trash Like You – 3:03 (Vernon Rust)
8. Another Heart – 2:59 (David Lee Murphy, Dobie Gray)
9. Dance Away These Blues Tonight – 3:10 (Rodney Lay Jr, Steve Bishir)
10. These Boots Are Made for Walkin' – 3:37 (Bert Reisfeld, Lee Hazlewood)
11. What You Don't Say (duet with Lee Greenwood) – 3:20
12. Little Misunderstood – 2:49 (Angelo Petraglia, Doug Millett, Morgan Rhoads)
13. One Strike You're out – 3:04 (Ray Burghardt, Ren Ashley)
14. Break a Leg – 3:49 (David Briggs, Donna Fargo)